# Murdannia gigantea
Murdannia gigantea är en himmelsblomsväxtart som först beskrevs av Vahl, och fick sitt nu gällande namn av Gerhard Brückner. Murdannia gigantea ingår i släktet Murdannia och familjen himmelsblomsväxter. Inga underarter finns listade.